# Tire Me
Tire Me – trzeci singel amerykańskiej grupy Rage Against the Machine z albumu Evil Empire wydany w 1996 roku. Piosenka została zainspirowana przez śmierć Richarda Nixona. Zespół został za nią nominowany do nagrody Grammy i zdobył ją w 1997 roku w kategorii Best Metal Performance.